# Nello Rossi
Agnello Carlo Silvano Rossi detto Nello (Salerno, 21 maggio 1947) è un magistrato italiano.

## Biografia
Già magistrato, dal 2019 direttore della Rivista on line Questione Giustizia (di cui è stato condirettore dal 1997 al 2012), e Vicepresidente del Tribunale permanente dei popoli.
È stato Avvocato generale presso la Corte di cassazione, Consigliere della Corte di cassazione e Procuratore aggiunto a Roma.
È stato Presidente di Magistratura democratica nel biennio 1992-1993, Segretario generale dell’Associazione Nazionale Magistrati negli anni 2006-2007 e componente del CSM nella consiliatura 1998-2002.

## Il lavoro come magistrato
Laureato con lode in legge all’Università degli Studi di Napoli, ha svolto le prime esperienze lavorative nella pubblica amministrazione e didattiche nell’Università di Salerno.
È entrato in magistratura nel 1977, e ha inizialmente svolto le funzioni di giudice del lavoro a Milano e a Roma, diventando poi assistente di studio, in Corte costituzionale, dei giudici Virgilio Andrioli ed Enzo Cheli. 
Giunto nel 1994, su sua domanda, alla Procura della Repubblica di Roma, ha lavorato nel gruppo “reati economici” e nella Direzione Distrettuale Antimafia.
Nel 1998 è stato eletto al CSM, dove è stato componente della Sezione disciplinare e relatore di importanti delibere consiliari come la Risoluzione sul decentramento e sui Consigli Giudiziari del 20 ottobre 1999 e la Risoluzione su Criminalità organizzata degli stranieri in Italia e organizzazione giudiziaria del 14 dicembre 2000. Come Presidente della VI Commissione del Consiglio Superiore è stato relatore dei Pareri sulle modifiche al sistema elettorale del Consiglio Superiore e sulla legge delega di riforma dell’ordinamento giudiziario (c.d. legge Castelli). 
Dopo un quinquennio come Consigliere della VI Sezione penale della Corte di cassazione (2002-2007), è stato nominato Procuratore aggiunto presso la Procura della Repubblica di Roma, dove ha coordinato i gruppi di lavoro “Reati economici e finanziari” e “Reati informatici”.
In questa veste si è occupato dei più rilevanti procedimenti svoltisi nella Capitale in materia di bancarotta, riciclaggio, manipolazione del mercato, esercizio abusivo di attività finanziaria, frodi economiche ed informatiche, accessi abusivi a sistemi informatici, trattamento illecito di dati personali (tra cui le bancarotte Cecchi Gori, Gruppo Vichi, Società Aiazzone, Union General, Fingeneral, Cofiart; i procedimenti per esercizio abusivo di attività finanziaria Finabo e Lande; i casi di manipolazione del mercato connessi alle vicende della società Alitalia e della società calcistica A.S. Roma; il caso IOR riguardante ipotesi di  violazione della normativa antiriciclaggio).
Nominato, nel 2015, Avvocato generale della Corte di cassazione, ha rappresentato la Procura generale in importanti processi dinanzi alle Sezioni Unite e alle Sezioni ordinarie della Cassazione (tra cui il caso Cucchi ed il caso Scurato, leading case sull’uso del Trojan Horse cita come da mail fonte in nota), nonché nelle udienze disciplinari del Consiglio Nazionale Forense. 
Nel 2017 è entrato a far parte del Comitato direttivo della Scuola Superiore della Magistratura ove è rimasto - dopo il dicembre 2017 - sino alla fine del 2019, svolgendo attività didattica, in particolare nei corsi destinati ai dirigenti e agli aspiranti dirigenti e opera di coordinamento dei corsi ordinari della Scuola Superiore.

## I ruoli nell’associazionismo giudiziario
È stato Presidente di Magistratura democratica nel biennio 1991-1993 e Segretario generale dell’Associazione nazionale magistrati negli anni 2006-2007.
Su incarico dell’Associazione magistrati è stato componente, insieme a Gioacchino Izzo, Gabriella Luccioli e Vladimiro Zagrebelsky, della commissione che nel 1994 ha predisposto il testo del codice etico della magistratura, approvato senza modifiche dal Comitato direttivo dell’Associazione, ha poi partecipato nel 2010 ai lavori della commissione incaricata di predisporre un testo aggiornato del codice. 
I principali interventi in questo ambito, oltre a interviste e altri interventi pubblici sono rinvenibili su Radio Radicale. 

## Attività in ambito internazionale
È stato giudice e coautore delle sentenze rese dal Tribunale permanente dei popoli - di cui è Vicepresidente dal 2014 - in numerose sessioni dedicate a casi di violazione dei diritti umani. 
Nel periodo in cui ha svolto funzioni di Procuratore aggiunto a Roma è stato rappresentante del Ministero della Giustizia nell’ambito del GAFI, organismo dell’OCSE operante in materia di riciclaggio. È stato componente della delegazione italiana e relatore per l’Italia nei seminari internazionali svoltisi nel 2010 a Tripoli, nel 2011 ad Instanbul, nel 2012 a Dubrovnik, nel 2013 a Rabat sulle strategie comunitarie di difesa dell’euro dalle contraffazioni nell’area del Mediterraneo.

## Opere
Nello Rossi è autore di moltissimi articoli e saggi, in particolare in materia di diritto del lavoro, di diritto penale e di ordinamento giudiziario pubblicati sulle più importanti riviste giuridiche italiane (tra cui Foro Italiano, Giustizia Civile, Il diritto del lavoro, Lavoro 80, Democrazia e diritto).
Di seguito una minima selezione della produzione giuridica.

### Pubblicazioni di diritto e procedura penale
- “Giusto processo” e ruolo della magistratura in AA.VV.  “Il giusto processo tra contraddittorio e diritto al silenzio”,  Commento alla legge 1 marzo 2001, n. 63, a cura di E. Kostoris, Ed Giappichelli , Torino, 2002, pp. 407-427;
- Capitoli del volume “ La tutela dei diritti ed i tempi della giustizia” a cura di L. Berlinguer e Giuseppe Santalucia, 2006 ,  ed Rubettino: “ Proposte per la semplificazione e la razionalizzazione del processo penale” pp.78-87; “Per una concezione realistica dell’obbligatorietà dell’azione penale” pp. 96-100; “ Il sistema delle impugnazioni e le esigenze di semplificazione” pp. 113-117.

### Pubblicazioni su temi di ordinamento giudiziario e di giustizia disciplinare
- Il potere disciplinare in AA.VV., Il Consiglio Superiore della Magistratura. Aspetti costituzionali e prospettive di riforma, a cura di S. Mazzamuto, Ed. Giappichelli, Torino, 2001, pp. 69-101;

- La riorganizzazione dell’ufficio del pubblico ministero, in La riforma dell’ordinamento giudiziario, a cura di G. Ferri, Torino, Giappichelli, 2023 , pp. 117-134.
- Giudici e democrazia - La magistratura progressista nel mutamento istituzionale, Franco Angeli, 1994

### Monografie e volumi curati
- (a cura di A.N. Rossi - Ferranti, Pascolini, Pivetti), Il Testo unico delle leggi in materia di stupefacenti, Giuffrè , Milano , 1991 , pp. 1-465 (è a firma di A.Rossi il saggio introduttivo del volume "La nuova normativa ed i principi costituzionali" pp.17-39);

- (a cura di N. Rossi (e Livio Pepino), Un progetto per la giustizia, Idee e proposte di rinnovamento, F. Angeli, Milano, Milano, 2006. È a firma di N. Rossi (e L. Pepino)  la Introduzione del volume, pp. 9-30 ed il saggio iniziale “Dalla controriforma dell’ordinamento giudiziario alla riforma dello status dei magistrati”, pp. 31-51.
- La riforma costituzionale della magistratura, Questione Giustizia, fascicolo digitale 1-2/2025.

### Pubblicazioni di diritto e procedura civile e di diritto del lavoro
- La salute dei lavoratori nell'azienda informatizzata : contraddizioni del sistema di assicurazione obbligatoria contro infortuni e malattie professionali e prospettive generali di tutela in Foro Italiano, 1986, I, 1397;

- Avviamento obbligatorio al lavoro dei c.d. invalidi psichici:nuovi contrasti giurisprudenziali all'indomani della sentenza n. 52 del 1985 della Corte Costituzionale, in Foro Italiano 1986, I, 1299;

- Voce Conciliazione, Diritto processuale civile - Enciclopedia Giuridica Treccani, 1988 (p.26).

### Altre pubblicazioni
- L. Pepino, N. Rossi, Il potere e la ribelle – Creonte o Antigone? Un dialogo, edizioni Gruppo Abele, 2019;